# Pseudothyrsocera montana
Pseudothyrsocera montana är en kackerlacksart som beskrevs av Robert Walter Campbell Shelford 1906. Pseudothyrsocera montana ingår i släktet Pseudothyrsocera och familjen småkackerlackor. Inga underarter finns listade i Catalogue of Life.